# همرفت دانه‌ای

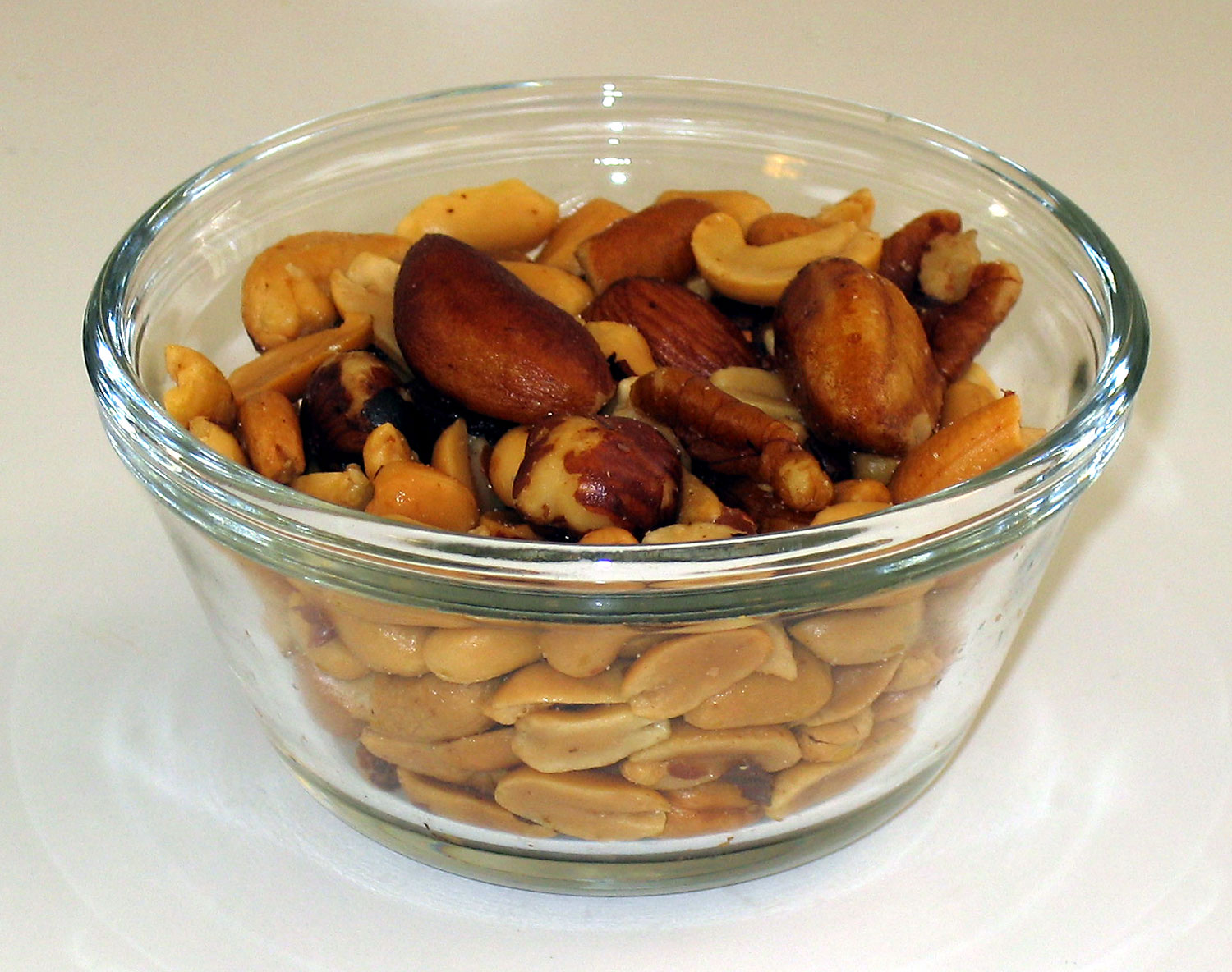
جوز برزیلی بر روی سایر آجیل‌های مختلف قرار می‌گیرند.

همرفت دانه‌ای (به انگلیسی: Granular Convection) پدیده‌ای است که در زمان تکان دادن ظرفی حاوی مواد دانه دار مشاهده می‌شود؛ در این پدیده، زمانی که مخلوطی از چند دانه ریز و درشت در ظرفی ریخته شود؛ با چند بار تکان دادن آن ظرف دانه‌های درشت، بدون توجه به اینکه سنگین تر یا سبک‌تر از باقی دانه‌ها باشند، به سطح ظرف آمده و باقی دانه‌ها در سطح زیرین آنها قرار می‌گیرند.
برای بیان این پدیده از اصطلاح‌های دیگری نیز استفاده می‌شود که از جمله آنها می‌توان به اثر جوز برزیلی اشاره کرد که (Brazil nuts effect) مبنای این اصطلاح از زمانی نشات می‌گیرد که پس از تکان دادن یک قوطی حاوی دانه‌های مغزدار و باز نمودن آن مشاهده شد که جوز برزیلی به سطح بالای قوطی آمده‌است. همچنین اصطلاح اثر میوسلی هم متداول است، که براساس بسته‌های غلات صبحانه حاوی ذرات با اندازه‌های مختلف اما چگالی مشابه شکل گرفت. پدیده جداسازی دانه‌ای (اثر جوز برزیل) برای اولین بار توسط براون در سال ۱۹۳۹ مورد مطالعه قرار گرفت و متعاقباً توسط مهندسان تا سال ۱۹۸۷ مورد مطالعه قرار می‌گرفت که در نهایت به عنوان «مسئله آجیل برزیلی» به جامعه فیزیک معرفی شد. اگرچه ممکن است این مسئله ساده به نظر برسد، اما در واقع کاملاً پیچیده‌است و علاوه بر اینکه یک زمینه تحقیقاتی جدید است و اخیراً با ظهور آنچه «اثر معکوس مهره برزیل» نامیده می‌شود، بحث و جدال زیادی ایجاد کرده‌است.

## تاریخچه
پدیده جداسازی دانه‌ای (اثر جوز برزیل) برای اولین بار توسط فارادی در سال ۱۹۳۹ مورد مطالعه قرار گرفت. وی کشف کرد که ارتعاش یک ماده دانه‌ای می‌تواند سبب ایجاد همرفت در یک مقیاس بزرگ شود، همانند یک مایع که اگر حرارت داده شود؛ ذرات به‌طور مداوم از پایین به بالا می‌آیند. پس از آن تا سال ۱۹۸۷ این پدیده توسط دانشمندان مختلف مورد مطالعه و بررسی قرار گرفت. سرانجام در همین سال تحت عنوان «مسئله آجیل برزیلی» به جامعه فیزیک و سپس عموم معرفی شد.

## مقدمه‌ای بر مواد گرانولار (دانه‌ای)
برای بررسی پدیده همرفت دانه ای، توضیحی کوتاه دربارهٔ مواد گرانولار (دانه‌ای) مثمر ثمر خواهد بود. در یک دسته‌بندی کلی مواد به سه دسته جامد، مایع و گاز تقسیم می‌شوند؛ هر چند بعضی از مواد که در یک گروه مشخص از این دسته‌بندی قرار دارند. گاهی رفتارهای گروه دیگری را بروز می‌دهند. به عنوان مثال اگر مقداری شن را در دست خود بگیرید و سپس با زاویه کمی نسبت به افق شروع به رها کردن آن‌ها بر سطح زمین کنید؛ سقوط دانه‌های شن بر سطح زمین اصلاً شبیه به سقوط یک سنگ یا یک جسم جامد نخواهد بود و رفتار شن‌ها بیشتر همانند رفتار آب هنگام سقوط یا جاری شدن خواهد بود. این رفتار به علت جمع شدن تعداد زیادی از دانه‌های شن در کنار یکدیگر ایجاد می‌شود. یک دانه شن یا چند دانه شن این رفتار را از خود بروز نخواهند داد بلکه وقتی هزاران هزار دانه شن در کنار یکدیگر قرار می‌گیرند، این رفتار را از خود نشان می‌دهند و به‌طور کلی هرچه تعداد دانه‌ها بیشتر باشد و این دانه‌ها ریزتر باشند (به عنوان مثال شن را با چند تکه سنگ کوچک مقایسه کنید) این رفتار همانند آب ملموس تر خواهد بود.
مواد و پودرهای گرانولار خود جمع ذرات جامد گسسته‌ای هستند که در یک مایع میان بافتی پراکنده شده‌اند. مواد گرانولار (به عنوان مثال، شن و ماسه، نمک، شکر، پودرهای فلزی، دانه‌های شیشه، گلوله‌های استیل، دانه‌های قهوه، قرص‌ها، گندم و برنج) که معمولاً در زندگی روزمره دیده می‌شوند و به‌طور گسترده در بسیاری از فرآیندهای صنعتی مانند تولید دارو، گاز‌دهی، تجزیه در اثر حرارت، تولید مواد شیمیایی، فرآوری مواد معدنی، قالب تزریق پودر فلز، تولید مواد افزودنی، متالورژی پودر و همچنین برای حمل و نقل و نگهداری مواد غذایی استفاده می‌شوند. جریان‌های دانه ای در طبیعت نیز یافت می‌شوند. (به عنوان مثال، بهمن، رانش زمین و جریان آوار که می‌توانند باعث بلایایی شوند) درک خصوصیات حمل و نقل و مکانیسم فیزیکی جریان‌های دانه ای بسیار مهم است، با این حال، درک ما از مواد دانه ای ضعیف است. حرکات تصادفی ذرات که ناشی از برخورد تعاملی بین ذرات هستند باعث مکانیسم تأثیر بر رفتار جریان و خصوصیات انتقال مواد دانه‌ای می‌شود. (کمپبل، ۱۹۹۰) هنگامی که نیروی محرکه خارجی کم باشد، این مواد مانند مایع به صورت همگن جریان نمی‌یابند. در مقابل، اگر سیستم دانه‌ای نسبتاً رقیق شده و نیروی خارجی به اندازه کافی زیاد باشد، ممکن است مانند گاز رفتار کنند. بعلاوه، ممکن است مواد در صورت کمبود انرژی خارجی مانند جامد رفتار کنند. این سه حالت حرکتی ممکن است همزمان در سیستم دانه‌ای اتفاق بیفتد یا به صورت جداگانه وجود داشته باشند (Jaeger، ۱۹۹۶). اگرچه رفتار رئولوژیکی ماده گرانولار پیچیده‌است، اما درک ماده گرانولار در بسیاری از کاربردهای صنعتی و برای حل مشکلات مختلف زیست‌محیطی بسیار مهم است.

## کاربردها

### تولید
این اثر در برخی از فرایندهای تولید مورد توجه قرار گرفته‌است؛ برای مثال می‌توان زمانی که یک مخلوط همگن از مواد دانه‌ای تشکیل شده‌است، معمولاً جدایش اجزای مختلف آن نامطلوب است.
عوامل متعددی شدت اثر همرفت دانه‌ای را تعیین می‌کند که شامل: اندازه، چگالی ذرات، فشار گازی میان ذرات و شکل ظرف است. شکل ظرف اگر مستطیل شکل یا استوانه‌ای باشد؛ اثر همرفت دانه‌ای به خوبی نمایان می‌شود.

### در طبیعت
در تمام رودخانه‌ها دیده می‌شود که بستر رودخانه‌ها را لایه‌ای از سنگ‌ها و کلوخ‌های درشت احاطه کرده‌اند و در زیر آن‌ها سنگ‌های کوچکتر، شن‌ها، ماسه‌ها و… قرار دارند. در گذشته تصور می‌شد که علت این پدیده تنش برشی اعمال جریان آب باشد که طی آن آب دانه‌های ریزتر را با خود حمل کرده و سنگ‌ها و دانه‌های درشت تر را باقی می‌گذارد. اما یافته‌های جدید نشان می‌دهد که علت این پدیده همرفت دانه ای بوده و ایجاد لایه‌ای از سنگ‌های درشت تر همانند لایه‌ای محافظ از بستر رودخانه در برابر فرسایش محافظت می‌کند. مطالعات در محیط آزمایشگاه نشان داد که ذرات در رودها به وسیله دو مکانیسم حرکت می‌کنند. مکانیسم اول حرکت ذراتی که در سطح بستر رودخانه قرار دارند، توسط تنش برشی اعمالی از طرف آب است ولی علت حرکت سنگ‌هایی که در عمق بیشتری از بستر رودخانه قرار دارند، پدیده همرفت دانه‌ای است. این سنگ‌ها به علت این پدیده از قسمت‌های عمیق‌تر بستر رودخانه به طرف سطح بستر رودخانه حرکت می‌کنند.

### زمین‌شناسی
در زمین‌شناسی، این پدیده در سرزمین‌های یخ‌زده سابق مانند نیوانگلند و در مناطقی که یخ‌ها به علت سرمازدگی به صورت هاموک در می‌آیند؛ معمول است که هر ساله سنگ‌های جدیدی از لایه‌های عمیق‌تر زیرزمین آشکار می‌شوند؛ هوراس گریلی نوشته‌است که «جمع‌آوری این سنگ‌ها در مزارع نیوانگلند کاری بی‌پایان است تا آنجا که در شخم زدن بعدی، سنگ‌ها و سنگریزه‌های تازه‌ای از سایز یک مغز گردوی آمریکایی گرفته تا کتری چای را پیدا می‌کنید.» این پدیده عمدتاً در ماه مارس یا آوریل رخ می‌دهد، زمانی که که زمین با آب یخ اشباع می‌شود، آب زیرزمینی یخ می‌زند و همه ذرات بالای آن را بالا می‌برد. زمانی که آب شروع به ذوب شدن می‌کند، ذرات کوچک‌تر می‌توانند در محفظه‌های باز قرار گیرند در حالی که ذرات بزرگ‌تر همچنان بالا می‌روند، تا زمانی که یخ از ذرات بزرگ‌تر پشتیبانی نکند، آن‌ها حداقل تا حدودی توسط ذرات کوچک‌تر پشتیبانی و زیر آن‌ها لغزیده می‌شوند. چرخه تکرار یخ و ذوب در یکسال فرایند همرفت دانه‌ای را تسریع می‌کند.
این پدیده یکی از دلایل درجه‌بندی معکوس است که می‌تواند در بسیاری از شرایط از جمله مایع‌سازی خاک در هنگام زلزله یا حرکت‌های توده‌ای مشاهده شود. همرفت دانه‌ای همچنین توسط جریان واریزه که بقایای اشباع‌شده یک زمین حرکت سریع، مایع شده مانند بتن روان است؛ مثال‌زدنی است. این جریان‌ها را می‌توانند موادی از دامنه اندازه خاک رس تا تخته سنگ از چوب درختان گرفته تا کنده درختان را حمل کنند. این جریان‌ها می‌توانند توسط باران شدید، ذوب یخبندان یا ترکیبی از این دو ایجاد شوند.

### نجوم
براساس تحقیقات انجام شده همرفت دانه ای متناسب با شتاب گرانشی است؛ این بدان معناست که سرعت این فرایند تحت وضعیت‌های با شتاب گرانش کم، بسیار پایین خواهد بود؛ بنابراین مقیاس زمان سطح دهی توسط همرفت دانه ای بسیار طولانی می‌شود (هرچند مقیاس زمانی به پارامترهای مختلفی مانند میزان همرفت و.. بستگی دارد).
براساس مطالعات انجام شده بر سیارک 25143 Itokawa
ثابت شد که زمان بازیابی سطح در این سیارک به این روش کمتر از میانگین طول عمر، برخورد این سیارک است؛ پس می‌توان گفت که همرفت دانه ای یکی از مکانسیم‌های کاربردی بازیابی سطح (سطح دهی) سیارک‌ها می‌باشد.

### در تحقیقات
همرفت درون محیط گرانولار خشک مورد توجه علمی قابل توجهی قرار دارد، این پدیده نقش‌های مهمی در پدیده‌های جذابی مانند تفکیک، اختلاط، شکل‌گیری الگو و مویرگی دانه‌ای دارد. در خارج از دانشگاه، این امر در دستگاه‌های مختلف صنعتی مانند همزن بخاری و خشک کن و میکسر حیاتی است و همگی به‌طور گسترده‌ای در طیف متنوعی از صنایع مورد استفاده قرار می‌گیرند.
همرفت گرانولار توسط مکانیسم‌های مختلفی وابسته به دانسیته سیستم مورد نظر، هدایت می‌شود. به‌طور کلی پذیرفته شده‌است که فرآیندهای همرفتی در سیستم‌های با دانسیته بسته‌بندی بالاتر (به انگلیسی: Packing density) عمدتاً توسط اثرات اصطکاکی هدایت می‌شوند، در حالی که همرفت در سیستم‌های رقیق‌تر اغلب به عنوان فرایندی شبه حرارتی در «جریان‌های سیال تحت تأثیر نیروی شناوری» شناخته می‌شود. همرفت اصطکاک محوری که توسط سیستم‌های سابق به نمایش گذاشته شده‌است، بیش از یک قرن است که به‌طور گسترده مورد مطالعه قرار گرفته‌است و درک نسبتاً قوی از این پدیده را به دست آورده‌ایم، برعکس در مورد سیستم‌های رقیق‌تر، حجم نسبتاً کمی تحقیق وجود دارد، بنابراین پیش‌بینی و کنترل آن یک مسئله قابل توجه و مهم در دانشگاه و صنعت می‌باشد.

## External links
- Beads in a Box در یوتیوب
- The Brazil Nut Effect on PhysicsWeb
- Yan, X.; Q. Shi; M. Hou; K. Lu; C. K. Chan (2003-07-03). "Effects of Air on the Segregation of Particles in a Shaken Granular Bed". Physical Review Letters. 91 (1): 014302. Bibcode:2003PhRvL..91a4302Y. doi:10.1103/PhysRevLett.91.014302. PMID 12906541.
- The Brazil Nut Effect: Numerical Simulation Example of a numerical simulation of the Brazil Nut Effect.
- "Why brazils always end up on top", BBC News, 15 November 2001
- "Why does shaking a can of coffee cause the larger grains to move to the surface?", Scientific American, 9 May 2005
- "Of airbags, Avalungs and avalanche safety", Toronto Star, 13 January 2008
- Bowley, Roger (2009). "Γ – Ratio of Acceleration to Gravity (and the Brazil Nut effect)". Sixty Symbols. Brady Haran for the University of Nottingham.